# イーストシカゴ (インディアナ州)
イーストシカゴ（East Chicago）は、アメリカ合衆国インディアナ州北西端、レイク郡のミシガン湖畔に位置する都市。その名が示す通り、シカゴ都市圏の東郊に位置しており、シカゴのダウンタウンから南東へ約30kmである。人口は26,370人（2020年国勢調査）。

## 歴史
今日のイーストシカゴ市があるこの地は、もともとは農耕に適さない沼地であった。インディアナ州当局は1851年から、地元の学校の資金とするため、鉄道会社や投資家に土地を売却し始めた。こうした事情もあって、初期のこの地への移入は遅く、1890年代に入っても、街路や公共事業は未整備のままであった。イーストシカゴは1889年に町制を、そして1893年に市制を施行した。市名はシカゴの東に立地することからつけられた。
1900年の国勢調査時点での人口は僅か3,411人であったが、1902年にインランド・スチール社の大規模な平炉が建てられ、翌1903年にイーストシカゴ会社（East Chicago Company、ECC）による宅地・都市開発が本格化すると、イーストシカゴは工業都市として急速に成長を遂げるようになった。1907年には、市の南端部を東西に流れるグランド・キャルメット川と、ミシガン湖とを航行可能な水路で結ぶ、インディアナ・ハーバー運河が完成した。インディアナ・ハーバーやこの運河沿いでは、建ち並ぶ製鉄所や石油精製所、化学工場が操業して製造業が、また建設業も発展した。
ここにリパブリック・スチール、ヤングスタウン・スチール、ラサール・スチール、USスチールも加わり、イーストシカゴは東隣のゲーリーと同様、鉄鋼の町として発展していった。第一次世界大戦中には、イーストシカゴはArsenal of America（アメリカの武器庫）、およびWorkshop of America（アメリカの工場）と呼ばれた。1900年代には、こうした工場での職を求めて東欧系や南欧系の移民が、また第一次世界大戦期には南部諸州からの黒人や、南西部諸州およびメキシコからのメキシコ人が集まった。インランド・スチールが1917年に年産100万トン、1935年には年産200万トンを超える製鉄会社に成長していくにつれて、市も1910年には19,098人、1920年には35,967人、1930年には54,784人と、その人口を急増させた。一時期は、市域の8割以上が重工業地区に指定されていた。その後1990年代に至るまで、インランド・スチールは市の経済において重要な位置を占めた。

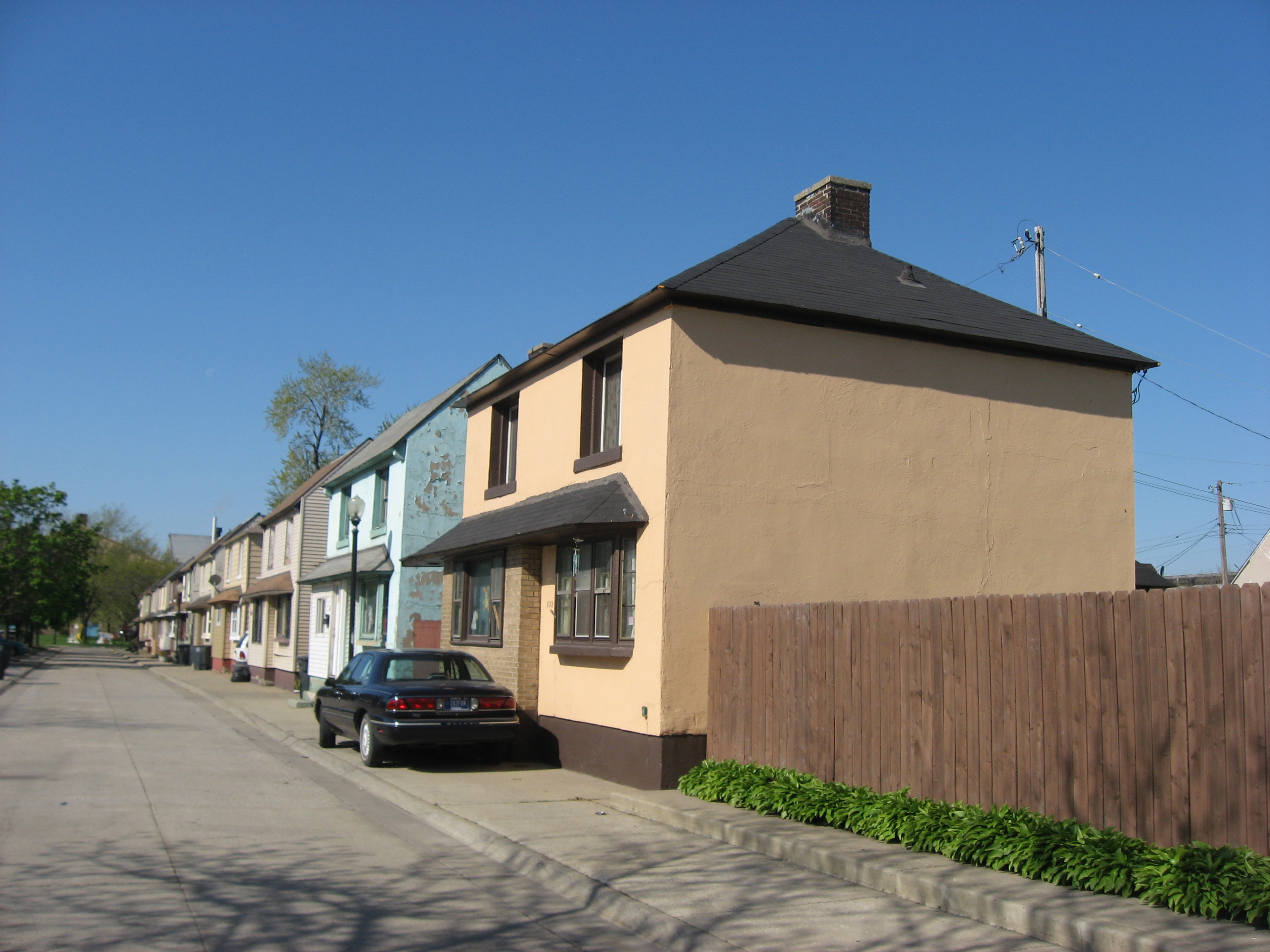
マークタウン歴史地区

インランド・スチールが立地し、労働者階級の家族が主に住んでいたインディアナ・ハーバー地区は「イースト・サイド」と呼ばれた。シカゴ北郊のエバンストンに本社を置いていた鉄パイプ製造会社、クレイトン・マーク社は、イーストシカゴの工場で働く労働者を収容する社宅として、この地区にマークタウン（1975年にマークタウン歴史地区として国家歴史登録財に指定）という団地を建設した。それに対し、イーストシカゴの「ウェスト・サイド」は地元の商店が建ち並び、また住宅地としても発展した。地元住民は両地区の空間的な隔絶、および住民層の違いを指して、「双子都市」と呼んだ。
しかしその発展の陰で、イーストシカゴは極度の公害や民族間・人種間の緊張、組織的犯罪、政治の腐敗といった問題を抱え、ゲーリーと共に粗野な工業都市としてのイメージが定着した。禁酒法時代には、イーストシカゴには赤線地帯が発展し、酒の密造や違法ギャンブル、売春が横行した。1930年には、当時の市長と警察署長が禁酒法違反を企んだとして、共に辞任に追い込まれた。
1930年代に入ると市の成長も鈍化し、その後1960年の国勢調査時点での人口57,669人でピークに達するまではほぼ横ばいで推移した。しかし、1960年代に入ると、全米的に州間高速道路の建設が進むと共にモータリゼーションと郊外化が進行し、イーストシカゴもまた、その流れの中で人口流出が進んだ。そこに1970年代中盤から1980年代にかけての全米的な鉄鋼不況が追い討ちをかけ、ゲーリーやクリーブランド、ピッツバーグといった鉄鋼工業都市と同様、イーストシカゴは急速に衰退した。イーストシカゴを成長させてきたインランド・スチールも、1969年には約25,000人の従業員を抱えていたが、その後レイオフに次ぐレイオフで、1998年にイスパット・インターナショナル（現アルセロール・ミッタル）に買収される前夜には9,000人まで減っていた。2009年には、イーストシカゴ市内の団地で高濃度の鉛およびヒ素による汚染が検出され、環境保護庁によってスーパーファンド法の適用地域に指定された。1980年代中盤まで操業していた鉛精錬所の跡地に造られたこの団地の土壌からは、基準値の227倍にもおよぶ鉛が検出され、市長アンソニー・コープランドが退去命令を出す事態となった。2017年、インディアナ州知事に就任したばかりのエリック・ホルコムは、前任のマイク・ペンスが拒否していた、この地域を対象とした緊急事態宣言発令を行った。

## 地理

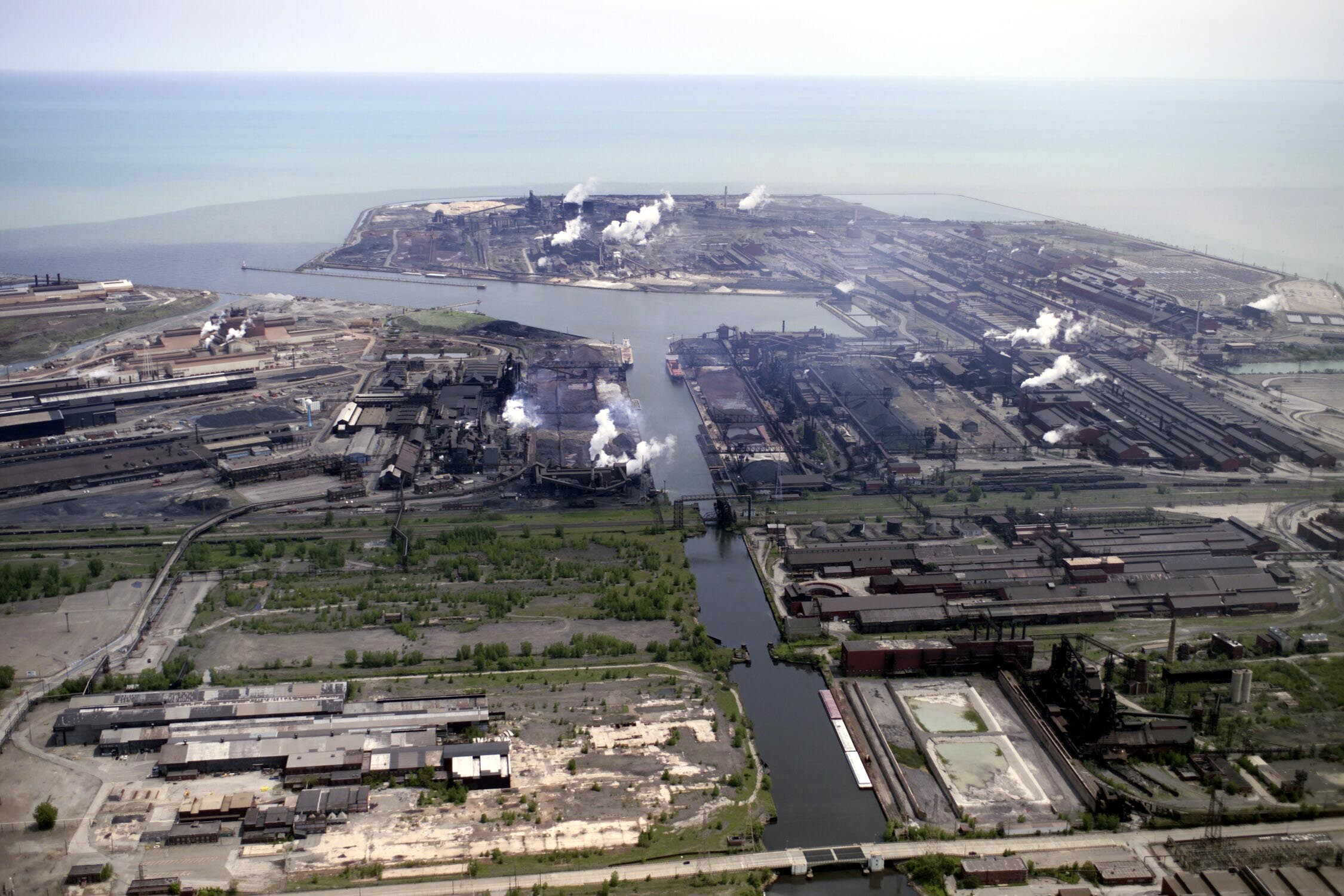
ミシガン湖に突き出すインディアナ・ハーバー

イーストシカゴは北緯41度38分20秒 西経87度27分44秒 / 北緯41.63889度 西経87.46222度に位置している。市はインディアナ州北西端、レイク郡にあり、シカゴのダウンタウンからは南東へ約30kmである。市の西と南はハモンドと、また東はゲーリーと接している。市の北はミシガン湖に突き出しており、インディアナ・ハーバーという湖港が築かれている。
アメリカ合衆国国勢調査局によると、イーストシカゴ市は総面積41.85km2（16.16mi2）である。そのうち36.50km2（14.09mi2）が陸地で5.35km2（2.07mi2）が水域である。総面積の12.78%が水域となっている。市中心部の標高は180mである。

## 政治
イーストシカゴは市長制を採っている。市長は市の行政機関の長であり、州法の定めに従ってその職務を全うする義務を負う。市長は市議会が採択した条例の承認/否認や、市政府職員の人事・監督に権限を有し、また責任を負う。また、市長は市の文化施設が周辺住民に何らかの危険を及ぼす可能性があると判断した際に、閉館させる権限も有している。
市の立法機関である市議会は9人の市議員から成っている。そのうち6人は市を6つに分けた小選挙区から1人ずつ選出され、残りの3人が全市から選出される。市議会の議長は市議員の中から選出する。

## 産業

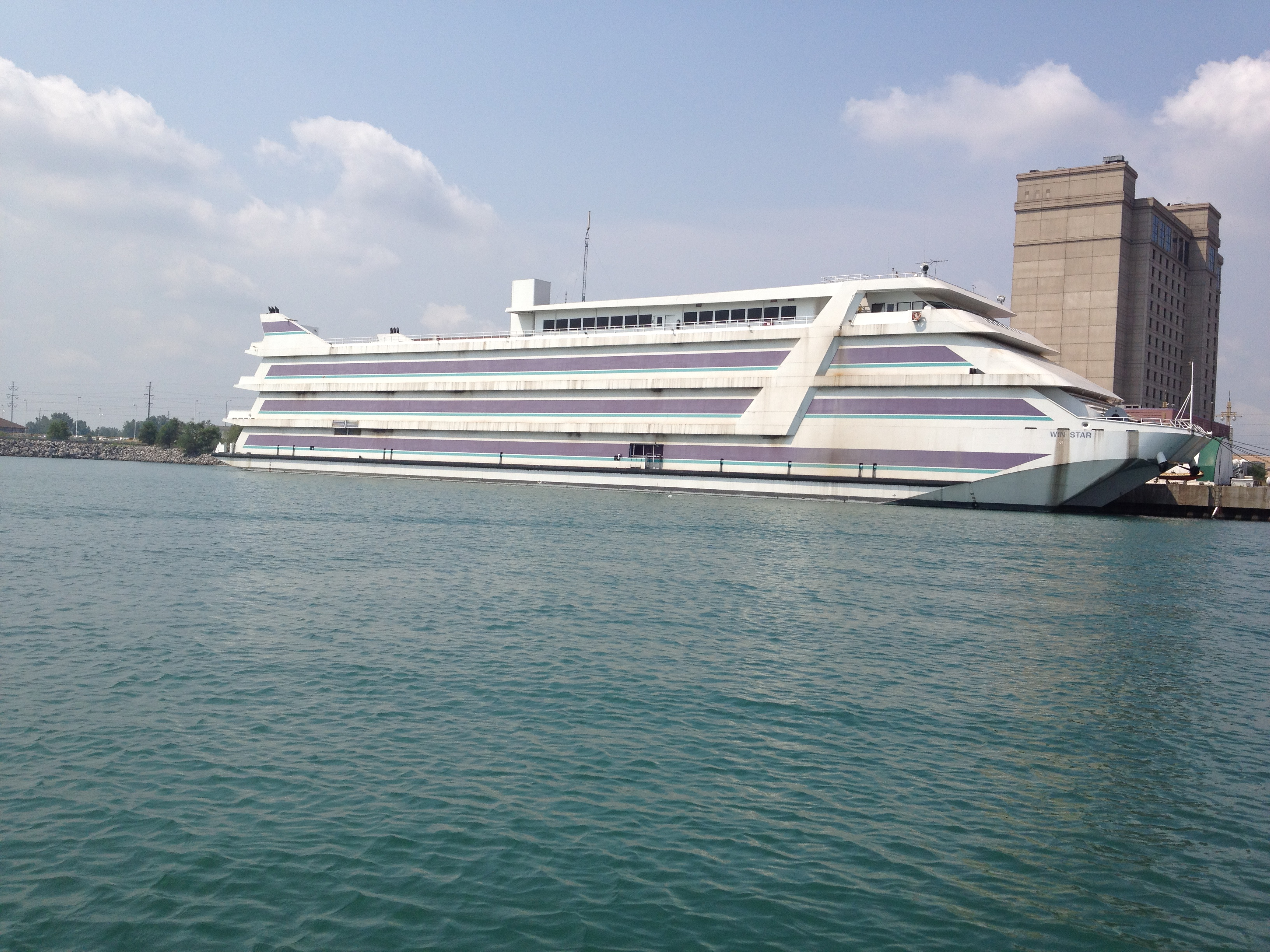
アメリスター・カジノ・イーストシカゴ

インディアナ・ハーバーの突端には、アルセロール・ミッタルの北米拠点のものとしては最大の製鉄所が立地している。3,095エーカー（1,252.5ha）の敷地を有するこの製鉄所は、初期からイーストシカゴの経済を支えてきたインランド・スチールの施設を受け継いだ東工場と、ヤングスタウン・シート・アンド・チューブの施設を受け継いだ西工場から成っている。この製鉄所は約3,800人の従業員を雇用している。
USスチールは同社最大の製鉄所であるゲーリー製鉄所の錫加工部門をイーストシカゴに置いている。しかし、市場全体が安価な輸入錫製品に押される中で、2019年に操業を停止した。
このほか、イーストシカゴには、ペンシルベニア州の鉄鋼会社、ハースコ傘下のナショナル・リカバリ・システムズの本社が置かれている。同社は産業廃棄物や、その他重工業の副産物の収集およびリサイクルを事業としている。
製鉄業への極度の依存からも脱却しつつある。インディアナ・ハーバーの付け根には、カジノ船とホテルから成るリゾート、アメリスター・カジノ・イーストシカゴが立地している。このカジノリゾートは、イーストシカゴに1,200人の雇用をもたらしている。

## 交通
イーストシカゴを含むシカゴ都市圏の第1空港は、シカゴ・オヘア国際空港（IATA: ORD）である。この空港はシカゴ市域北西端（ダウンタウンから北西へ約26km）に立地しており、イーストシカゴからは約55km離れている。定期旅客便の就航している空港で、イーストシカゴに最も近いのは、シカゴ都市圏の第2空港で、シカゴ市南部（ダウンタウンから南西へ約17km）に立地するシカゴ・ミッドウェー国際空港（IATA: MDW）である。この空港へはイーストシカゴから北西へ約30kmである。ゲーリー市西部、イーストシカゴ・ゲーリー市境のすぐ東にはゲーリー・シカゴ国際空港（IATA: GYY）が立地しているが、こちらには2021年現在、定期旅客便は就航していない。

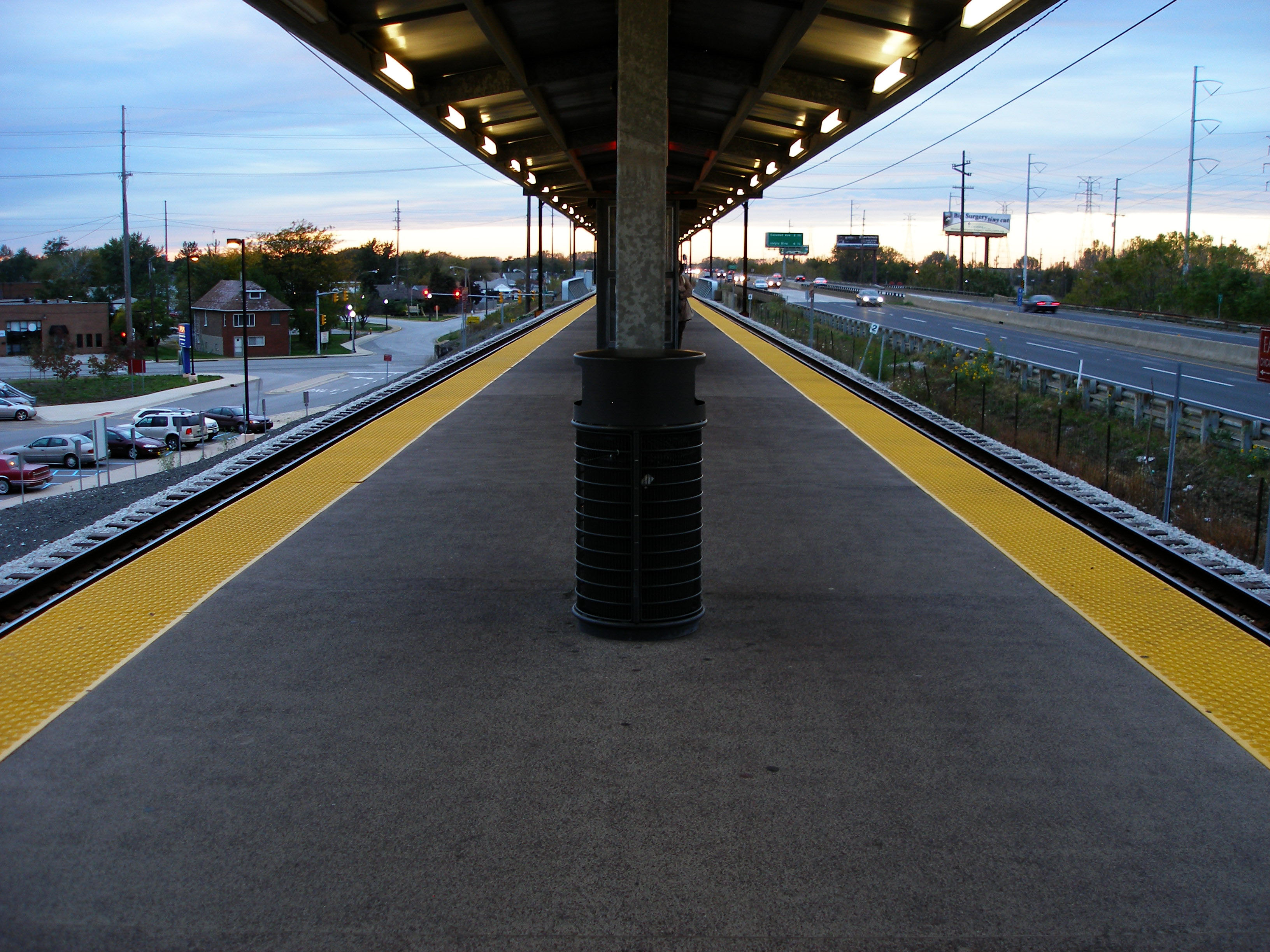
サウスショアー線のイーストシカゴ駅。右側はインディアナ有料道路。

州間高速道路の大陸を横断する幹線の中で最も北を通るI-90（インディアナ州内ではインディアナ有料道路）は、イーストシカゴ市域の南端を東西に通っている。その南にはI-80・I-94（共用）が東西に通っている。I-90、I-94のいずれも、西行はシカゴのダウンタウン方面へと通じている。一方、I-80西行はシカゴ南郊でI-94と分岐してアイオワ州方面へと向かう。東へはI-80・I-90は州北部を東西に横断してオハイオ州方面へ、I-94はミシガン湖岸をミシガン州方面へと向かう。イーストシカゴ市街地の東と北を取り囲むように州道912号線（クライン・アベニュー高速道路、有料）が通っており、これらの州間高速道路と接続している。
市の南西端、インディアナ有料道路沿いには、シカゴのダウンタウンにあるミレニアム駅とサウスベンドとを結ぶインターアーバン、サウスショアー線のイーストシカゴ駅が立地している。
市内の公共交通機関としては、イーストシカゴ交通局（East Chicago Transit、ECT）がグリフィス・プラザ、クロスタウン、ウェスト・キャルメットの3系統から成る路線バス網を運行している。これら3系統全てが、前述のサウスショアー線イーストシカゴ駅を経由する。また、ゲーリー公共交通公社（Gary Public Transportation Corporation、GPTC）の路線バスのうち、ゲーリー市中心部とハモンドを結ぶR1/レイクショア・コネクション路線はイーストシカゴを通る。このバスもイーストシカゴ駅を経由する。

## 教育
イーストシカゴ市内には4年制大学は置かれていないが、イーストシカゴ駅の南約3km、ハモンド市南東部には、パデュー大学ノースウェスト校の2つあるキャンパスの1つ、ハモンドキャンパス（2015年まではパデュー大学キャルメット校）が置かれている。また、インディアナ州内40ヶ所以上にキャンパスを置くコミュニティ・カレッジ、アイビー・テック・コミュニティ・カレッジは、そのキャンパスの1つをイーストシカゴに置いている。
イーストシカゴにおけるK-12課程は主にイーストシカゴ市学区の管轄下にある公立学校によって支えられている。同学区は就学前教育校1校、小学校（1-6年生）4校、中学校（7-8年生）1校、高校（9-12年生）1校を有し、約3,900人の児童・生徒を抱えている。

## 人口推移
以下にイーストシカゴ市における1890年から2020年までの人口推移をグラフおよび表で示す。シカゴ・ネイパービル・エルジン都市圏、およびシカゴ・ネイパービル広域都市圏全体の人口については、シカゴ都市圏#人口を参照のこと。
| 統計年 | 人口     |
| ------ | -------- |
| 1890年 | 1,255人  |
| 1900年 | 3,411人  |
| 1910年 | 19,098人 |
| 1920年 | 35,967人 |
| 1930年 | 54,784人 |
| 1940年 | 54,637人 |
| 1950年 | 54,263人 |
| 1960年 | 57,669人 |
| 1970年 | 46,982人 |
| 1980年 | 39,786人 |
| 1990年 | 33,892人 |
| 2000年 | 32,414人 |
| 2010年 | 29,698人 |
| 2020年 | 26,370人 |